# Flying on the ground is wrong
Flying on the ground is wrong is een lied van Buffalo Springfield dat werd geschreven door Neil Young. De band bracht het in 1967 uit op zijn debuutalbum, eveneens Buffalo Springfield genaamd.

## Tekst en muziek
Het is een liefdeslied waarin de leadzang voor rekening komt van Richie Furay. Op het album zingt hij de droevige melodie met een lieve stem en wordt daarbij begeleid door de achtergrondzang van Neil Young en Stephen Stills. Young speelt de leadgitaar.
De titel van het lied is suggestief, waardoor ook de inhoud van de tekst voor meerdere interpretaties vatbaar is. Het lied begint met:
"Is my world not falling down,
I'm in pieces on the ground
And my eyes aren't open
And I'm standing on my knees."
Volgens de Canadese nieuwszender CBC was Stills zo onder de indruk van dit lied, dat hij met Young een band wilde formeren. Het debuutalbum waar het op verscheen is de getuige van die nieuwe formatie.

## Uitvoeringen en covers
Nadat Young na de eeuwwisseling werk uit zijn archieven uitbracht, kwam dit lied op verschillende albums terug. Het is bijvoorbeeld te horen op The archives vol. 1 1963-1972 (2009), Live at the Riverboat 1969 (2009), A treasure (2011) en Live at the Cellar Door  (2013).
Er verschenen verschillende covers op een single, zoals van The Cascades (1967), The Guess Who? (1967) en Summer Snow (1968). De Thomas Edisun's Electric Light Bulb Band plaatste het op de B-kant van The circle is small (1969).
Verder verschenen versies van verschillende artiesten op muziekalbums, zoals van Rabbi Abraham Feinberg (I was so much older then, 1970), de Zwitserse band Rainy Day (Rainy Day, 1983), de Californische indiepopband The Sneetches (She does everything for me, 1990), Angel Pavement (Maybe tomorrow, 2003) en de Zweedse musicus Nils Lofgren die met Young samenspeelde (The loner (Nils sings Neil), 2008).